# Вілланова-Б'єллезе
Вілланова-Б'єллезе (італ. Villanova Biellese, п'єм. Vilaneuva Bielèisa) — муніципалітет в Італії, у регіоні П'ємонт,  провінція Б'єлла.
Вілланова-Б'єллезе розташована на відстані близько 530 км на північний захід від Рима, 60 км на північний схід від Турина, 21 км на південний схід від Б'єлли.
Населення — 195 осіб (2014).

## Демографія
Населення за роками:

Станом на 1 січня 2023 року в муніципалітеті офіційно проживали 2 іноземці з 2 країн, серед них 1 громадянин країн Євросоюзу.

## Сусідні муніципалітети
- Буронцо
- Каризіо
- Массацца
- Моттальчіата
- Салуссола